# حسین‌آباد، پنجاب
حسین‌آباد (به انگلیسی: Hussainabad) یک منطقهٔ مسکونی در پاکستان است که در ناحیه چنیوت واقع شده‌است.